# ジョン・エリオット・バーチ
ジョン・エリオット・バーチ（John Elliott Burch、 1923年 - 2011年1月29日）は、アメリカ合衆国のサラブレッド競馬の調教師。現在までにソードダンサーやボウルオブフラワーズといったアメリカ競馬殿堂入りした競走馬を4頭調教しており、自身も1980年に殿堂入りを果たしている。
2011年1月29日、肺炎により収容先のニューポート病院で死亡。死亡時86歳。

## 経歴
祖父ウィリアム（William P. Burch）、父プレストン（Preston M. Burch）もそれぞれ調教師という根っからの競馬一族の出身である。ローレンスビル・スクール、イェール大学、ケンタッキー大学へと進学したのち、『ザ・レーシングフォーム』誌で競馬記者を経験した。1955年に父の務めるブルックミードステーブルに入り、そこで父と同じく調教師の道を歩み始めた。
エリオットは父および祖父から譲り受けた担当馬やその経験をふんだんに生かし、開業間もなくの1959年にはソードダンサーを年度代表馬に輝かせた。1960年2月22日号のスポーツ・イラストレイテッドの表紙には、ソードダンサーと並ぶエリオットが載っている。
1966年にポール・メロン所有のロークバイステーブルズに所属し、以後1977年まで専属を務めた。同地では1969年の年度代表馬アーツアンドレターズや、2年連続年度代表馬選出のフォートマーシーなどを担当した。その後はコーネリアス・ヴァンダービルト・ホイットニーの専属調教師となり、シルバーバックなどを調教していた。1985年に調教師を引退している。

## 成績
各年のアメリカ年度代表馬選考において、ソードダンサーでの年度代表馬・最優秀3歳牡馬・最優秀古牡馬の3部門同時受賞を皮切りに、エリオットの管理馬は合計で18部門を受賞している。また管理馬のうちソードダンサー、フォートマーシー、ボウルオブフラワーズ、アーツアンドレターズの4頭は、アメリカ競馬名誉の殿堂博物館より殿堂馬として表彰されている。
まだブリーダーズカップの創設される前の時代、エリオットは当時のアメリカ最高峰の競走であったワシントンDCインターナショナルを3度制覇している。その他の主要競走では、トラヴァーズステークスが4回、サバーバンハンデキャップが4回、ウッドワードステークス4回、ホイットニーハンデキャップ4回、コーチングクラブアメリカンオークス2回などの制覇歴がある。
アメリカクラシック三冠競走ではベルモントステークスを3度制覇しており、特にクァドラングル（1964年）とアーツアンドレターズ（1969年）がベルモントステークスに勝った年は、ともに三冠にリーチがかかっていた年（ノーザンダンサーとマジェスティックプリンス）での悪役的な勝利であった。一方でケンタッキーダービーとプリークネスステークスは一度も勝てず、特にケンタッキーダービーには4頭の馬を送り込んだが、ソードダンサー・アーツアンドレターズの2着が最高であった。
1980年、エリオットはアメリカ競馬名誉の殿堂博物館よりその功績を称えられ、在職中にして殿堂入りを果たした。

## 主な管理馬

### クラシック優勝馬
- ソードダンサー Sword Dancer - 1959年ベルモントステークスなど。アメリカ殿堂馬。
- アーツアンドレターズ Arts and Letters - 1969年ベルモントステークスなど。アメリカ殿堂馬。
- クァドラングル Quadrangle - 1964年ベルモントステークスなど。

### その他の活躍馬
- ボウルオブフラワーズ Bowl of Flowers - コーチングクラブアメリカンオークスなど。アメリカ殿堂馬。
- フォートマーシー Fort Marcy - ワシントンDCインターナショナルなど。アメリカ殿堂馬。
- ランザガントレット Run the Gantlet - ワシントンDCインターナショナルなど。1971年最優秀芝牡馬。
- キートゥザミント Key to the Mint - トラヴァーズステークスなど。1972年最優秀3歳牡馬。